# سلیمیه (آماسیه)
سلیمیه (به ترکی استانبولی: Selimiye) یک منطقهٔ مسکونی در ترکیه است که در مرزیفون واقع شده‌است.